# Leichtathletik-Halleneuropameisterschaften 2019/Teilnehmer (Italien)
| Gelbes Symbol für Goldmedaillen mit stilisierten Olympischen Ringen | Graues Symbol für Silbermedaillen mit stilisierten Olympischen Ringen | Braundes Symbol für Bronzemedaillen mit stilisierten Olympischen Ringen |
| ------------------------------------------------------------------- | --------------------------------------------------------------------- | ----------------------------------------------------------------------- |
| 1                                                                   | —                                                                     | 1                                                                       |

Aus Italien starteten 13 Frauen und 14 Männer bei den Leichtathletik-Halleneuropameisterschaften 2019 in Glasgow, die zwei Medaillen (1 × Gold und 1 × Bronze) errangen sowie eine europäische Jahresbestleistung einstellten.
Am 21. Februar wurden die Namen der 27 Nominierten bekannt gegeben, darunter der Silbermedaillengewinner von 2017 im Dreisprung Fabrizio Donato und der zu diesem Zeitpunkt Saisonerste im Hochsprung Gianmarco Tamberi. Drei Debütanten gab es in der Nationalmannschaft: Rebecca Borga und Virginia Troiani (beide 4 × 400 m) sowie Tobia Bocchi (Dreisprung).
Krankheitsbedingt konnte Michele Tricca sein Einzel über 400 Meter nicht antreten.

## Ergebnisse

### Frauen

#### Laufdisziplinen
| Athletin | Disziplin         | Vorlauf    | Vorlauf | Halbfinale | Halbfinale | Finale             | Finale             |
| Athletin | Disziplin         | Zeit       | Platz   | Zeit       | Platz      | Zeit               | Platz              |
| --- | ----------------- | ---------- | ------- | ---------- | ---------- | ------------------ | ------------------ |
| Ayomide Folorunso                                                                                                  | 400 m             | 52,75 s    | 8       | 57,96 s    | 18         | nicht qualifiziert | nicht qualifiziert |
| Raphaela Lukudo | 400 m             | 52,99 s SB | 10      | 52,80 s PB | 6          | 52,48 s PB         | 5                  |
| Margherita Magnani                                                                                                 | 3000 m            | –––        | –––     | –––        | –––        | 9:05,32 min        | 10                 |
| Luminosa Bogliolo                                                                                                  | 60 m Hürden       | 8,15 s     | 14      | 8,11 s     | 10         | nicht qualifiziert | nicht qualifiziert |
| Raphaela Lukudo, Ayomide Folorunso, Chiara Bazzoni, Marta Milani nicht eingesetzt: Rebecca Borga, Virginia Troiani | 4 × 400 m Staffel | –––        | –––     | –––        | –––        | 3:31,90 min        | Bronze             |

#### Sprung/Wurf
| Athletin           | Disziplin      | Qualifikation | Qualifikation | Finale             | Finale             |
| Athletin           | Disziplin      | Höhe/Weite    | Platz         | Höhe/Weite         | Platz              |
| ------------------ | -------------- | ------------- | ------------- | ------------------ | ------------------ |
| Alessia Trost      | Hochsprung     | 1,85 m        | 9             | nicht qualifiziert | nicht qualifiziert |
| Elena Vallortigara | Hochsprung     | 1,89 m        | 17            | nicht qualifiziert | nicht qualifiziert |
| Sonia Malavisi     | Stabhochsprung | 4,50 m =PB    | 9             | nicht qualifiziert | nicht qualifiziert |
| Laura Strati       | Weitsprung     | 6,40 m        | 12            | nicht qualifiziert | nicht qualifiziert |
| Tania Vicenzino    | Weitsprung     | 6,68 m PB     | 6             | 6,58 m             | 6                  |

### Männer

#### Laufdisziplinen
| Athlet                                                                                            | Disziplin         | Vorlauf     | Vorlauf | Halbfinale         | Halbfinale         | Finale             | Finale             |
| Athlet                                                                                            | Disziplin         | Zeit        | Platz   | Zeit               | Platz              | Zeit               | Platz              |
| ------------------------------------------------------------------------------------------------- | ----------------- | ----------- | ------- | ------------------ | ------------------ | ------------------ | ------------------ |
| Simone Barontini                                                                                  | 800 m             | 1:50,54 min | 30      | nicht qualifiziert | nicht qualifiziert | nicht qualifiziert | nicht qualifiziert |
| Lorenzo Perini                                                                                    | 60 m Hürden       | 7,74 s      | 11      | 7,70 s             | 9                  | nicht qualifiziert | nicht qualifiziert |
| Giuseppe Leonardi, Michele Tricca, Brayan Lopez, Vladimir Aceti nicht eingesetzt: Mattia Casarico | 4 × 400 m Staffel | –––         | –––     | –––                | –––                | 3:09,48 min        | 6                  |

#### Sprung/Wurf
| Athlet            | Disziplin      | Qualifikation | Qualifikation | Finale             | Finale             |
| Athlet            | Disziplin      | Höhe/Weite    | Platz         | Höhe/Weite         | Platz              |
| ----------------- | -------------- | ------------- | ------------- | ------------------ | ------------------ |
| Gianmarco Tamberi | Hochsprung     | 2,25 m        | 4             | 2,32 m =EL         | Gold               |
| Claudio Stecchi   | Stabhochsprung | 5,70 m        | 5             | 2,65 m             | 4                  |
| Marcell Jacobs    | Weitsprung     | NM            | –             | nicht qualifiziert | nicht qualifiziert |
| Tobia Bocchi      | Dreisprung     | 16,23 m       | 5             | nicht qualifiziert | nicht qualifiziert |
| Fabrizio Donato   | Dreisprung     | 15,93 m       | 18            | nicht qualifiziert | nicht qualifiziert |
| Simone Forte      | Dreisprung     | 16,64 m       | 6             | 15,54 m            | 8                  |
| Leonardo Fabbri   | Kugelstoßen    | 19,71 m       | 14            | nicht qualifiziert | nicht qualifiziert |